# Nagy-Kinyel
A Nagy-Kinyel (oroszul: Большой Кинель) folyó Oroszország európai részén, az Orenburgi- és a Szamarai területen, a Szamara jobb oldali mellékfolyója.

## Földrajz
Hossza: 437 km, vízgyűjtő területe: 15 200 km² vagy: 422 km, 14 900 km² Évi közepes vízhozama (Tyimasovo falunál) : 34  m³/sec.
Az Obscsij Szirt-hátság nyugati lejtőin ered. Kezdetben északnyugati irányba, majd a Szamarai területen délnyugat, nyugat felé folyik. Kinyel város alatt ömlik a Szamarába, kb. 40 km-re annak volgai torkolatától. Novembertől áprilisig befagy, tavaszi jégzajlása kb. kilenc napig tart. Nyáron sekély vizű. Alsó szakasza hajózható.
Fontosabb mellékfolyói: 
- jobbról a Szarbaj (81 km),
- balról a Kis-Kinyel (201 km) és a Kutuluk (144 km), melyen víztározó létesült.

Városok a folyó mentén: középső folyásán Buguruszlan és Pohvisztnyevo, alsó folyásán Otradnij és a torkolatnál Kinyel.